# Jarrier
Jarrier ist eine französische Gemeinde mit 502 Einwohnern (Stand 1. Januar 2022) im Département Savoie in der Region Auvergne-Rhône-Alpes.

## Geografie
Das Bergdorf Jarrier liegt westlich des Hauptortes Saint-Jean-de-Maurienne und ist über eine Serpentinenstraße zu erreichen.

## Bevölkerungsentwicklung
| Jahr                       | 1962 | 1968 | 1975 | 1982 | 1990 | 1999 | 2006 | 2021 |
| Einwohner                  | 460  | 438  | 358  | 423  | 436  | 450  | 462  | 499  |
| Quellen: Cassini und INSEE |      |      |      |      |      |      |      |      |

## Sehenswürdigkeiten
- Kapelle Saint-Bernard
- Kapelle Saint-Roch